# Butterflies (canción de 3+2)
«Butterflies» (en español: Mariposas) es una canción escrita por Maxim Fadeev y Malka Chaplin e interpretada por el grupo bielorruso 3+2, y que representará a su país en el próximo Festival de la Canción de Eurovisión 2010, a celebrarse en Oslo, Noruega. El grupo fue seleccionado internamente por la Belaruskaja Tele-Radio Campanija (BRTC) para representar al país inicialmente con la canción "Far away". Sin embargo, el 19 de marzo de 2010 se anuncia que la nueva canción que interpretará el conjunto será "Butterflies".

## Listas
| Lista (2010)          | Posición |
| --------------------- | -------- |
| Russian Airplay Chart | 240      |